# Immanuel Munk

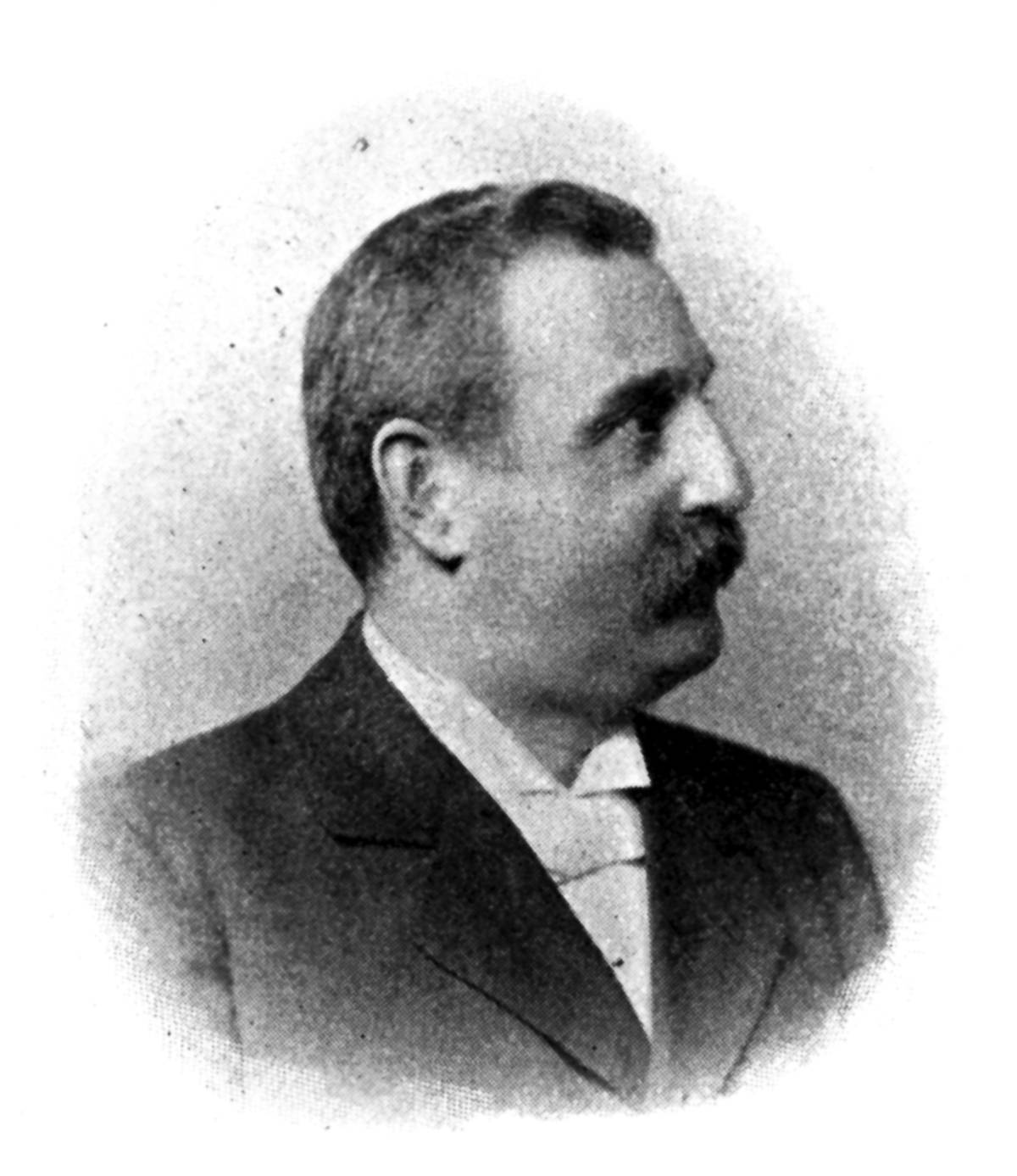
Immanuel Munk

Immanuel Munk  (* 30. Mai 1852 in Posen; † 1. August 1903 in Berlin) war ein deutscher Mediziner (Physiologie).
Munk wurde als Sohn des Kaufmannes Tobias Munk und dessen Ehefrau Johanna geb. Zalez geboren. Sein Bruder war Hermann Munk. Immanuel Munk studierte in Berlin, Breslau und Straßburg und wurde 1873 promoviert. 1883 wurde er Privatdozent für Physiologie und physiologische Chemie an der Universität Berlin, 1895 Titular-Professor und 1899 außerordentlicher Professor. 1895 wurde er Abteilungsvorstand am Physiologischen Institut der Universität Berlin.
Munk verstarb mit 51 Jahren im August 1903. Er wurde am 4. August 1903 auf dem Jüdischen Friedhof Weißensee beigesetzt. Munk war mit der Pauline Alport verheiratet.
Er befasste sich mit Stoffwechsel, Resorption von Fetten, Harnresorption und -sekretion, Ernährungsphysiologie. 1897 wurde er Herausgeber des Centralblatts für Physiologie.
Er trug zur Real-Encyclopädie der gesammten Heilkunde von Albert Eulenburg bei. Der Nephrologe Fritz Munk (1879–1950) bezeichnete Immanuel Munk in seinem Literaturverzeichnis als J. Munk.

## Schriften
- Physiologie des Menschen und der Säugethiere, Berlin 1882, 5. Auflage 1899
- mit Julius Uffelmann: Die Ernährung des gesunden und kranken Menschen : Handbuch der Diätetik für Arzte, Verwaltungsbeamte und Vorsteher von Heil- und Pflege-Anstalten, 1887 (3. Auflage 1895 mit Carl Anton Ewald)
- Einzelernährung und Massenernährung, in Theodor Weyl (Hrsg.), Handbuch der Hygiene, Band 2, Jena 1893
- Beiträge zu Albert Eulenburgs Real-Encyclopädie der gesammten Heilkunde. Zweite Auflage.
  - Band 1 (1885) (Digitalisat), S. 143–144: Acetessigsäure; S. 144–145: Aceton; S. 154–155: Acidität; S. 214–215: Aetherschwefelsäuren; S. 253–266: Albuminstoffe; S. 285–286: Alkalescenz; S. 310–311: Allantoin; S. 313: Alloxan; S. 488: Anthropocholalsäure; S. 672–673: Aromatische Verbindungen
  - Band 2 (1885) (Digitalisat), S. 58–59: Asparagin; S. 59–60: Asparaginsäure; S. 415–422: Bauchspeichel